# 라스 누아디부
라스 누아디부(Ras Nouadhibou) 반도는 모리타니와 서사하라 사이에 나뉜 반도이다. 
모리타니령 지역에는 모리타니 제2도시인 누아디부가 있다. 서사하라령 지역은 모로코 장벽 남쪽에 있으나 모로코 정부와 사하라 아랍 민주 공화국 모두 외딴 곳으로 여기고 이곳에 행정력이나 군을 파견하지 않아, 모리타니가 서사하라령 지역까지 순찰하고 있다. 이곳에 라 궤라(La Güera)라는 유령도시가 있다.